# ヘンリー・ストンメル
ヘンリー・M・ストンメル（Henry Melson Stommel、1920年9月27日 - 1992年1月17日）は、アメリカ合衆国の海洋物理学者・地球科学者。

## 経歴
1920年にデラウェア州ウィルミントンで出生。イェール大学を1942年に卒業。1944年から死去する1992年までウッズホール海洋研究所に勤務。1960年から1963年と1963年から1978年までハーバード大学とマサチューセッツ工科大学の海洋学教授に就任。
1948年には西岸強化理論、1958年には深層循環モデルを提唱。1950年12月6日に結婚し3人の子供がいる。1992年に死去。

## 受賞歴
- 1964年: スヴェルドラップ金メダル（アメリカ気象学会）
- 1977年: Maurice Ewing Medal（アメリカ地球物理学連合）
- 1979年: アレキザンダー・アガシー・メダル（全米科学アカデミー）
- 1982年: ウィリアム・ボウイ・メダル（アメリカ地球物理学連合）
- 1983年: クラフォード賞
- 1986年: アルベルト・デファント・メダル
- 1989年: アメリカ国家科学賞

## 著書
- The Gulf Stream（邦題:メキシコ湾流、1958年）
- Kuroshio, its physical aspects（邦題:黒潮、東京大学出版会、吉田耕造と共著、1972年）
- A View of the Sea（邦題:海を観測する、1987年）